# Ana María Prieto
Ana María Prieto López (Santiago de Compostela, 1942-Becerreá, Lugo, 19 de junio de 2018) fue la primera programadora gallega y posiblemente programadora española.

## Biografía
Nació en Santiago de Compostela y a los 9 añosse trasladó a Madrid, donde su madre quiso que estudiara Farmacia. Pero estos estudios no le convencían y probó con otras profesiones como la de diseñadora ya que le gustaba la innovación. Su hermana vio un anuncio de trabajo de la gran multinacional de los primeros ordenadores IBM, y como a Ana María le apasionaban las matemáticas se presentó y fue seleccionada. En 1969, regresó a Santiago de Compostela y cuatro años más tarde, en 1973, se casó con su novio de la infancia con quien tuvo tres hijos, dejando su carrera profesional. Con el tiempo compró para su propia empresa familiar (Almacenes Zoilo) un microordenador, el cual programó para mecanizar la firma.Es considerada la primera programadora gallega y posiblemente, la primera programadora española.

### Trayectoria profesional
Abandonó los estudios de Farmacia para trabajar como operadora en Bull General Electric, una de las primeras multinacionales de ordenadores de la época. Tras formarse de forma autodidacta y con unos cursos, se convirtió en 1963en la primera programadora de Bull y de todo Madrid (y probablemente de toda España).Como programadora escribía en COBOL y en lenguaje máquina, para preparar las nuevas máquinas que llegaban a Bull.
Fue colaboradora de varios clientes de Bull, entre ellos Shell y Barreiros. A los 21 años estaba presente en ferias tecnológicas.
Tras dejar Bull volvió a Galicia en 1969y comenzó a trabajar en la Caja de Ahorros de Santiago con las máquinas de Philips e IBM más avanzadas de la época. Cuando sus hijos fueron mayores, retomó la programación para usar el microordenador que compraron para su empresa familiar.

## Curiosidades
En 1963 hizo una demostración ante el futuro rey Juan Carlos I en que se comunicaban dos máquinas una en Madrid y otra en París , controlando el terminal para un buen funcionamiento.

## Reconocimientos
En marzo de 2017, Prieto fue una de las ocho pioneras de la ingeniería en España que fueron homenajeadas con motivo del Día de la Mujer por la compañía de software ESET, entre las que se incluían también Pilar Careaga, Adelina Álvarez Bartolomé, Felisa Núñez Cubero, María Teresa Arredondo Waldmeyer y Nuria Oliver.
En 2019, el Colegio Profesional de Ingeniería en Informática de Galicia homenajeó a Prieto en la Universidad de Santiago de Compostela como reconocimiento a la primera programadora gallega.